# 川上梅
川上 梅（かわかみ うめ、1953年1月 - ）は、栃木県出身の被服学者。元実践女子大学生活科学生活環境学科教授。

## 経歴
- 1975年 お茶の水女子大学家政学部卒
- 1977年 お茶の水女子大学家政学部大学院家政学研究科被服学専攻修士課程
- 1978年 相模女子大学助手
- 1989年 東京家政学院大学家政学部講師
- 1991年 大妻女子大学人間生活科学研究所研究員
- 1997年 東京家政学院大学家政学部助教授
- 2005年 東京家政学院大学家政学部教授
- 2010年 実践女子大学生活科学生活環境学科教授
- 2021年度 日本繊維製品消費科学会 学会賞「論文賞」受賞[1]

## 学位
- 大妻女子大学博士（学術）（1998）
- 家政学修士(お茶の水女子大学生活科学一般)

## 専門分野
- 被服構成学、被服心理学

## 主な研究課題
- 被服行動に関する研究
- 衣服設計／着装のための体型に関する研究
- 和服に関する研究

## 主な論文
- 多変量解析法による成人男子の体型に関する研究-主成分値の年齢的変化. 日本家政学会誌（1980）
- タイ・日本青年男女の体型的位置づけとその衣服設計への考察. 日本家政学会誌 （学術雑誌 、1995）
- Anthropometric Characteristics of Japanese Aged 0-59 by Analysis of Unified Correlation Matix. Ergonomics(1995）
- 着衣による身体周囲長の増加(第1報) -円筒モデル実験による増加の原理の検討. 繊維製品消費科学（1996）
- 情報伝達量による再見・再々見時の服装イメージの評価―女子大生の振袖模様に対する感情―. 繊維製品消費科学（2004）

## 著書
- 衣の科学. 相川書房（1993）
- 衣服製作の科学. 建帛社（2001）
- 多変量解析実例ハンドブック. 朝倉書店（2002）
- 新版 家政学事典. 朝倉書店（2004)

## 国際貢献・国内貢献
2005年 SeoulInternational Clothing＆Textiles Conference実行委員

## 所属学会
日本家政学会、繊維製品消費科学会、日本人間工学会、繊維機械学会、繊維学会